# Deurne
Deurne je čtvrť Antverp v belgickém Vlámském regionu. Nachází se východně od centra města na jeho okraji. Na západě postupně od severu hraničí s městskými částmi Merksem, Antverpy, Borgerhout a Berchem. Na východě postupně od severu hraničí s obcemi Schoten, Wijnegem, Wommelgem, Borsbeek a Mortsel. V roce 2006 měla 69 408 obyvatel.

## Historie
Ve středověku tvořilo Deurne samostatnou obec, která byla vlastněna biskupem z Lutychu a pány z Rijenu. Po roce 1880 se stalo předměstím Antverp. V roce 1983 samostatná obec zanikla a stala se čtvrtí Antverp.

## Sport
Působí zde klub ledního hokeje Phantoms Deurne.